# 村上鞆彦
村上 鞆彦（むらかみ ともひこ、1979年8月2日 - ）は、日本の俳人。大分県宇佐市出身、東京葛飾区在住。本名・勝彦。

## 人物
1998年、「南風」に入会、鷲谷七菜子、山上樹実雄に師事。また早稲田大学俳句研究会に所属。後輩に高柳克弘がいた。2002年、同大学第一文学部卒業。2006年、南風賞受賞。2009年、若手アンソロジー『新撰21』入集。2011年、「南風」編集長。2014年、代表山上樹実雄の逝去にともない、津川絵理子とともに「南風」主宰に就任（兼編集長）。2015年、第一句集『遅日の岸』（ふらんす堂）を刊行し、第39回俳人協会新人賞受賞。代表的な句に「団栗の青きが握り拳の芯」「花の上に押し寄せてゐる夜空かな」「枯蟷螂人間をなつかしく見る」などがあり、洗練された叙情的な句風。俳人協会会員。
2023年度「NHK俳句」第3週選者。